# Chacokrieg
Boquerón – Kilometer Sieben – 1. Nanawa – 1. Alihuatá – Campo Jordán – 2. Nanawa – Campo Grande – 2. Alihuatá – Campo Vía – Cañada Strongest – El Carmen – Villamontes
Der Chacokrieg (spanisch Guerra del Chaco, im bolivianischen Sprachgebrauch La guerra estúpida „Der dumme Krieg“) war eine von 1932 bis 1935 andauernde militärische Auseinandersetzung zwischen Bolivien und Paraguay um den nördlichen Teil des menschenleeren und wirtschaftlich wenig interessanten Gran Chacos. Jahrzehntelange Gebietsstreitigkeiten führten schließlich zum Krieg, im Zuge dessen das stark unterlegene Paraguay entgegen allen Erwartungen Bolivien besiegte. Im Friedensvertrag wurde Paraguay der größte Teil des umstrittenen Gebiets zugesprochen. In Bolivien führte der Krieg zu großen gesellschaftlichen Umwälzungen.

## Vorgeschichte

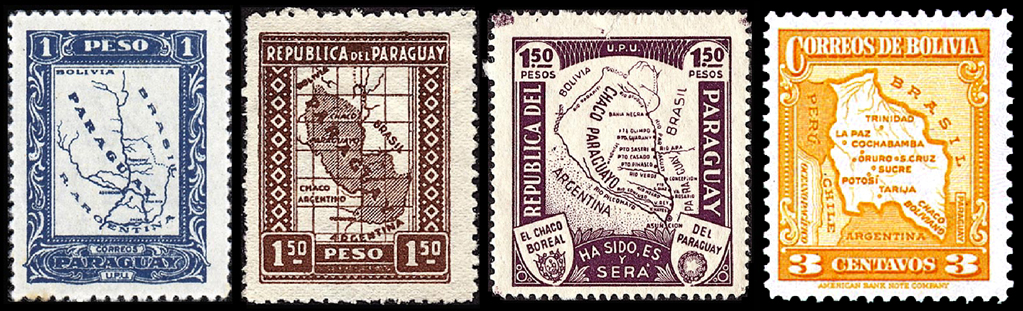
Briefmarken Boliviens und Paraguays, die die wechselseitigen Gebietsansprüche aufzeigen

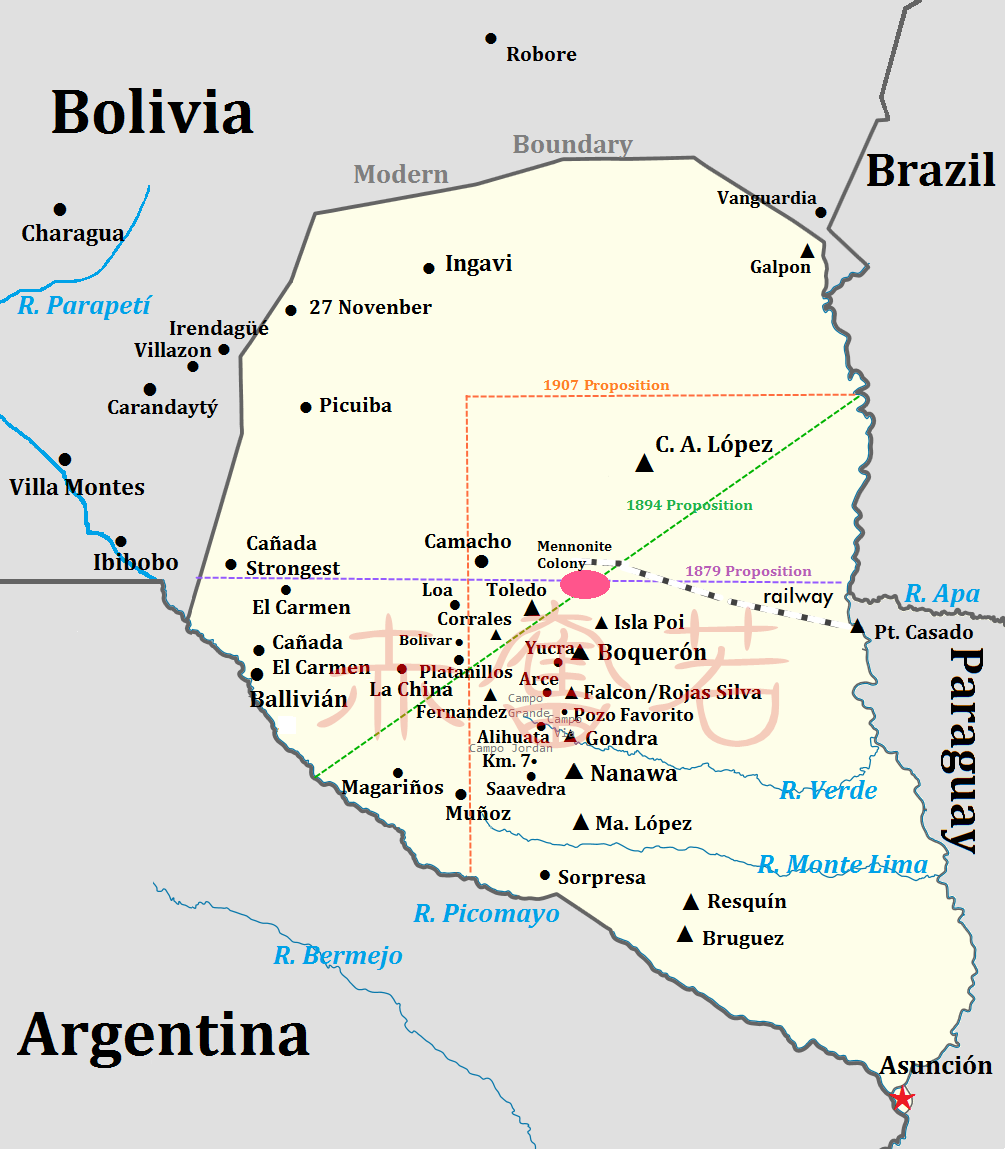
Karte des Chacos

Seit den 1850ern beanspruchten Argentinien, Bolivien und Paraguay Teile des Chaco Boreal.
Im Tripel-Allianz-Vertrag von 1865 wurde Argentinien der Paraná und der Paraguay als Grenze zugestanden. Nach der Niederlage Paraguays im Tripel-Allianz-Krieg 1870 war Brasilien nicht länger an einer gemeinsamen Grenze mit Argentinien interessiert, ermunterte Bolivien, seine Ansprüche geltend zu machen und übte Druck auf Argentinien aus, auf seine Rechte zu verzichten. Unter dem Druck Brasiliens und Boliviens beschränkte Argentinien seine Ansprüche auf den Rio Verde und später auf den Pilcomayo. Hätte Argentinien auf seinen Ansprüchen bestanden und sie durchgesetzt, hätte der Gebietszuwachs Bolivien und Paraguay voneinander getrennt und so den späteren Chacokrieg unmöglich gemacht.
Nach dem Tripel-Allianz-Krieg entschied der US-amerikanische Präsident Rutherford B. Hayes am 12. November 1878 in einem Schiedsspruch zwischen Argentinien und Paraguay, dass das gesamte umstrittene Chaco-Areal paraguayisches Staatsgebiet sei.
Sowohl Bolivien als auch Paraguay begründeten ihre Ansprüche auf den Chaco Boreal mit dem Uti possidetis von 1810, dem Jahr der Absetzung des Vizekönigs des Rio de la Plata. Bolivien argumentierte hierbei mit der Zugehörigkeit des Chaco zur Gerichtsbarkeit der Real Audiencia von Charcas seit 1561/63. Paraguay wiederum berief sich auf die Verwaltung durch die Intendencia de Asunción (auch Intendanz Paraguay genannt, geleitet vom Intendant) seit 1782 sowie die Eroberung und Missionierung des Gebietes durch Conquistadoren und Jesuiten, also sowohl auf Besitz durch uti possidetis als auch de facto.
Bolivien war nach dem Salpeterkrieg zum Binnenstaat geworden und hätte über die Flüsse Pilcomayo und Paraguay Zugang zum Atlantik erhalten können. Somit war das Gebiet für Bolivien von wirtschaftlicher Bedeutung. Ende des 19. Jahrhunderts wurde das Holz des Quebracho auf Grund seines hohen Gerbstoffgehalts wirtschaftlich interessant.
Beide Staaten trachteten durch Besiedelung und militärische Besetzung des Chaco ihre Ansprüche zu sichern. Bolivien suchte dies durch das Errichten militärischer Stützpunkte zu erreichen, während Paraguay auch zivile Siedlungen wie Villa Hayes gründete. Bis Ende der 1920er hatte Paraguay das Gebiet durch Infrastruktur, den Aufbau einer Quebracho-Industrie mit argentinischem Kapital, Mennonitenkolonien und Rinderfarmen erschlossen.
Ende des 19. und Anfang des 20. Jahrhunderts wurden mehrere Grenzverträge aufgesetzt, doch eine der beiden Seiten verweigerte stets deren Ratifizierung. Der Konflikt schwelte weiter.
Im Februar 1927 ereignete sich ein bewaffneter Zwischenfall beim bolivianischen Außenposten Sorpresa. In der Folge wurde unter argentinischer Vermittlung eine Einigung angestrebt, was aber an den Maximalforderungen beider Seiten scheiterte. Während Paraguay bei einer Grenzziehung auf Grund der tatsächlichen Besitzverhältnisse den wirtschaftlich interessanten Teil des Chaco erlangt hätte, war für Bolivien nur der Zugang zum Río Paraguay von Interesse. In der Folge kam es immer wieder zu Scharmützeln und wechselseitigen Eroberungen von Forts. Weitere Vermittlungsversuche durch die Vereinigten Staaten, Argentinien und den Völkerbund führten zu keinem Ergebnis. In der Zwischenzeit eskalierten die bewaffneten Zusammenstöße immer weiter.
Zwischen Juni 1929 und Juni 1930 wurde das von Zinnexporten abhängige Bolivien vom Einbruch des Weltmarktpreises schwer getroffen. Das internationale Zinnkartell verhängte daraufhin restriktive Exportquoten, die zu einer starken Zunahme der Arbeitslosigkeit führten. Der Sozialabbau und die inflationäre Geldpolitik unter dem seit Mai 1931 amtierenden Präsidenten Daniel Salamanca Urey verschlimmerten die Lage weiter. Ein Krieg hätte die Gefahr einer Revolution bannen können und bei den politischen Eliten zu einer Integration geführt. Salamanca schlug gegenüber Paraguay kriegerische Töne an und die fortschreitende militärische Besetzung des Chaco durch beide Seiten drohte sich weiter zum Krieg auszuwachsen. Als die militärischen Zusammenstöße immer weiter außer Kontrolle gerieten, hatte Salamanca kaum mehr politischen Spielraum und musste entweder aus einer Position der Schwäche heraus eine diplomatische Lösung finden oder als Aggressor dastehen. Bei einem bewaffneten Konflikt schien Bolivien aufgrund seiner militärischen Übermacht die besseren Karten zu haben.
Am 5. Dezember 1928 entdeckte eine paraguayische Patrouille den neuen bolivianischen Außenposten Vanguardia. Beim darauffolgenden Zusammenstoß kam ein paraguayischer Offizier ums Leben. Der paraguayische Befehlshaber der Garnison von Bahía Negra, Hauptmann Rafael Franco (der spätere Präsident von Paraguay), ordnete die Eroberung an, wobei alle Verteidiger getötet oder gefangen genommen wurden. Bolivien beantwortete dies mit der Besetzung Boqueróns im Süden. Beide Seiten begannen mit der Mobilisierung und ein Krieg schien unabwendbar. Die paraguayische Mobilisierung endete in einem Chaos und so wurde einem diplomatischen Kompromiss zugestimmt, in dem beide Seiten die besetzten Außenposten an den ursprünglichen Besitzer übergaben.

## Kriegsverlauf

### Der Kriegsbeginn
In der bolivianischen Kette von Außenposten befand sich in einer extrem wasserlosen Region eine große Lücke. Erkundungsflüge führten am 24. April 1932 zur Entdeckung des Sees Pitiantuta, der die Errichtung eines Außenpostens möglich machte. Nachdem eine erste bolivianische Expedition unter Major Oscar Moscoso gescheitert war, erreichte eine zweite am 15. Juni 1932 den See, nur um festzustellen, dass er bereits durch den paraguayischen Außenposten Carlos Antonio López gesichert war. Moscoso befahl den Angriff, wobei ein paraguayischer Gefreiter getötet wurde. Die Überlebenden flohen und berichteten dem Befehlshaber der paraguayischen 1. Division, José Félix Estigarribia, in Casanillo vom Angriff. Estigarribia befahl die Rückeroberung, die am 16. Juni 1932 gelang. Boliviens Präsident Salamanca forderte seinerseits die Eroberung einiger paraguayischer Außenposten im Süden, um wie im Präzedenzfall des Außenpostens Vanguardia später einen Austausch vornehmen zu können.
Das bolivianische Hauptquartier wurde in Villamontes eingerichtet. Dort wurde auch die gesamte Luftwaffe des Landes stationiert, die zu Kriegsbeginn aus drei Vickers 143, fünf Vickers 149 Vespa und drei Breguet 19 A.2. bestand.
In Paraguay hatte man sich seit dem Vanguardia-Zwischenfall auf einen möglichen Krieg vorbereitet. So wurde ein Generalstab eingerichtet, Offiziere im eigenen Land und in Frankreich ausgebildet, Waffen angekauft und ein Mobilisierungsplan ausgearbeitet. Eine Mobilisierung war für das arme Paraguay kostspielig und der Aufmarsch musste mit Vorsicht geplant werden, um das Überraschungsmoment nicht zu verlieren. In den darauf folgenden Tagen gewann die Regierung Präsident Eusebio Ayalas den Eindruck, Bolivien bereite einen Krieg vor, und ordnete am 23. Juli 1932 die Mobilisierung an. Innerhalb von 36 Tagen sollten drei Divisionen mit zusammen 16.000 ausgebildeten Soldaten ausgerüstet im Feld stehen.
An Flugzeugen verfügte Paraguay über sechs Wibault 73C.1 und fünf Potez 25A.2, die aber nur zum Teil einsatzfähig waren und sich nicht am Kriegsschauplatz befanden. Erst im August 1932 konnten die einsatzfähigen Maschinen, drei Wibaults und fünf Potez, von Isla Poi aus in die Kämpfe eingreifen. Während des gesamten Kriegsverlaufs setzte Bolivien seine Flugzeuge strategisch eher defensiv im engen Umfeld der Bodentruppen ein, während Paraguay strategisch offensiver vorging und vor allem weitreichende Aufklärungsmissionen fliegen ließ. Dabei agierten die paraguayischen Piloten aber taktisch defensiver: Ihnen gelang es oft, durch niedrige Geschwindigkeit und Flughöhe sowie engen Formationsflug die in der Regel schnelleren bolivianischen Maschinen auszumanövrieren.
Am selben Tag befahl der bolivianische Präsident Salamanca der im Süden aufmarschierten, 1.200 Mann starken 4. Division, vorzurücken, bis sie auf Widerstand stoße. Am 27. Juli fiel Corrales, am Tag darauf Toledo. Paraguay hatte seine schwachen Außenposten in vorderster Linie nicht verstärkt, um die Bolivianer von ihrem Nachschubstützpunkt in Muñoz wegzuziehen und die eigenen Nachschublinien zu verkürzen. Am 31. Juli wurde Boquerón erobert und die 1.200 bolivianischen Soldaten drangen tief in paraguayisches Gebiet vor, ohne großen Widerstand anzutreffen. Am 2. August 1932 erteilte der bolivianische Generalstab den Befehl, zu halten und sich auf Gegenangriffe vorzubereiten. Die extrem langen Nachschubwege in den Chaco hatten zur Folge, dass neue Einheiten erst nach drei Monaten eintreffen würden.

### Die paraguayische Gegenoffensive
Nachdem der paraguayische Aufmarsch abgeschlossen war, befahl Präsident Ayala am 1. September 1932 Oberstleutnant Estigarribia die Rückeroberung Boqueróns. Am 9. September scheiterte ein erster frontal ausgeführter Angriff und Estigarribia ging zu einer Belagerung über. Nach mehrtägigem Artillerie- und Mörserbeschuss und ohne Aussicht auf Verstärkung oder Entsatz kapitulierte der bolivianische Kommandeur am 29. September. Im Rahmen der Belagerung von Boquerón kam es am 9. September auch zum ersten Luftgefecht des Krieges: Zwei paraguayische Potez 25 bombardierten den Stützpunkt und wurden daraufhin von einer bolivianischen Vespa und zwei Aufklärungsflugzeugen angegriffen. Dabei wurde eines der paraguayischen Flugzeuge gerammt und der Pilot verletzt, jedoch keine Maschine zerstört. Am 2. Oktober wurde Toledo zurückerobert, kurz darauf Corrales. Angesichts der militärischen Entwicklung ordnete der bolivianische Generalstab den Rückzug über Saavedra nach Muñoz an.
Nachdem Arce am 23. Oktober nach einem Umfassungsmanöver gefallen war, nahm eine Patrouille am 26. Oktober das brennende, verlassene Alihuata ein. Da die Paraguayer bis dahin kaum auf Widerstand gestoßen waren, befürchtete Estigarribia eine Falle. Er stellte daher die 1. und 3. Division ab, um einer möglichen Gegenoffensive zu begegnen. Die demoralisierte bolivianische Armee zog sich jedoch kampflos zurück, so dass am 6. November Platanillos durch Paraguay besetzt wurde. Doch Estigarribia ordnete einen Halt seiner Verbände an, obwohl ein Vorstoß das Abschneiden gegnerischer Verbände ermöglicht hätte.
Im Spätherbst und Winter 1932 setzten beide Konfliktparteien neue Flugzeugtypen und insgesamt mehr Luftfahrzeuge ein. Paraguay nutzte acht Potez 25 mit vergrößertem Tank. Im Frühjahr 1933 kamen fünf Jäger Fiat CR.20bis hinzu. Bolivien erwarb acht Jäger vom Typ Curtiss-Wright 35A Hawk II und 18 Jagdbomber Curtiss-Wright CW-14 Osprey. Vor allem letztere kamen über dem Chaco zum Einsatz, die Hawks nur selten.

### Bolivianische Reorganisation
Auf bolivianischer Seite begannen Generäle, wie der neue Kommandeur des I. Korps Arturo Guillén, am Sieg zu zweifeln. Die Rückschläge führten zu Rufen nach der Rückkehr des deutschen Generals Hans Kundt. Dieser hatte bis 1930 den Aufbau der Armee geleitet und war unter Offizieren und Soldaten hoch angesehen. Darüber hinaus hatte Salamanca zu seinen Offizieren kein Vertrauen und Kundt würde im Fall einer Niederlage als Ausländer einen guten Sündenbock abgeben. Am 5. Dezember 1932 traf Kundt in La Paz ein, wo er weitreichende Befugnisse erhielt. Die Bolivianer konzentrierten sich auf die Verteidigung Saavedras, um ihrer Armee Zeit für den Rückzug auf Muñoz zu geben. Die Paraguayer rückten nur zögerlich vor, und ein Vorstoß zweier paraguayischer Regimenter wurde abgewiesen. Daher wurde die Zurücknahme der Verbände bis Muñoz verworfen; Saavedra sollte nun gehalten werden.
Am 8. Dezember begann Estigarribias Offensive. Die 2. und 4. Division beschäftigten die Bolivianer bei Saavedra, während die 1. Division den Feind westlich umgehen sollte. In der Zwischenzeit hatten die Bolivianer ihre Verteidigungslinie westwärts verlängert und die Offensive scheiterte unter hohen Verlusten. Auch erneute Angriffe hatten keinen Erfolg und die Front erstarrte von Dezember 1932 bis März 1933 im Grabenkrieg. Mittlerweile hatte die teilweise bolivianische Mobilisierung Wirkung gezeigt und Kundt verfügte zusätzlich über die neu aufgestellte 8. Division. Diese eroberte am 13. Dezember 1932 Platanillos und am 1. Januar 1933 Corrales. Ein weiterer Vorstoß war auf Grund der Logistik jedoch problematisch. Die Lastwagen mussten 1.000 Kilometer über nicht befestigte Straßen zurücklegen, während die Endpunkte der paraguayischen Eisenbahn nur 200 Kilometer hinter der Front lagen.
Westlich von der Stadt Nanawa gab es gutes Weideland, auf dem Vieh, im Gegensatz zum Busch des Chaco, überleben konnte. Dies hätte den bolivianischen Nachschub entlastet, da an Stelle von Lebensmitteln mehr Benzin, Waffen und Munition hätte transportiert werden können. Darüber hinaus bot Nanawa der Artillerie ein gutes Ziel und war eine gute Position für weitere Vormärsche zum Río Paraguay und nach Norden. Da die Offensive auf Corrales noch lief und Ablenkung verschaffte, befahl Kundt die Eroberung Nanawas. Der schlecht koordinierte Angriff begann am 20. Januar aus mehreren Richtungen und scheiterte vier Tage später. Bei der Verteidigung Nanawas flogen die Paraguayer rund 1,6 Tonnen Versorgungsgüter mit vier Flugzeugen vom Typ Potez 25 ein. Drei der Maschinen wurden dabei durch Flugabwehrfeuer so stark beschädigt, dass sie nicht mehr abheben konnten.
Die relativ mühelos erfolgte Einnahme Corrales’ und nahegelegener Stützpunkte verleitete die Bolivianer zur Annahme, das nordöstlich gelegene Toledo sei ähnlich einfach zu erobern. Allerdings waren diese Orte auf Grund von Wassermangel nur schwach besetzt gewesen. Toledo hingegen besaß Wasserquellen, und so hatte General Juan Ayala Verteidigungsgräben ausbauen lassen und mit Verstärkungen versehen. Am 10. Februar begannen die Bolivianer eine 16-tägige Artillerievorbereitung. Am 25. Februar folgte ein Bombardement aus der Luft. Am nächsten Morgen begann, vorbereitet durch Trommelfeuer, der Angriff der Infanterie, der sich bald im Kreuzfeuer der geschickt angelegten feindlichen Stellung festlief. Zwei weitere Frontalangriffe am 27. Februar scheiterten, wobei die Bolivianer 1.200 Mann Verluste verzeichneten. Nachdem eine Patrouille die Information geliefert hatte, dass die 3. Division des Gegners nur noch über wenig Mannstärke verfüge, ordnete General Ayala am 10. März einen Gegenangriff an. Die Bolivianer flohen umgehend, zwei ihrer Regimenter meuterten. Zurück blieben beträchtliche Mengen Munition und Nachschub. Eine Verfolgung war jedoch nicht möglich, da Estigarribia Soldaten und Lastwagen für die bedrängte 1. Division benötigte.
Währenddessen war die 9. bolivianische Division mit 1.200 Mann durch den Dschungel auf Alihuata vorgerückt und begann am 10. März 1933 ihre Angriffe auf die 250 verteidigenden Paraguayer, die alle Einnahmeversuche abwehrten. Alihuata war nahezu eingeschlossen und verfügte nur noch über Munition und Verpflegung für wenige Tage. Oberst Carlos José Fernández bat um die Erlaubnis zum Rückzug, die ihm General Estigarribia verweigerte. Als die Lage unhaltbar wurde, ignorierte Fernández den Befehl und ordnete den Rückzug auf Gondra an, ein Entschluss, der die 1. Division mit ihren 3.000 Mann vor der Kapitulation rettete.

### Der bolivianische Zusammenbruch
Nach der Einnahme Alihuatas stabilisierte sich die Front, so dass ein Waffenstillstand mit anschließender Grenzziehung möglich schien. Präsident Ayala und Estigarribia waren bereit für Verhandlungen. Paraguay hatte hohe Verluste erlitten, die es sich bei seiner geringen Bevölkerungszahl nicht leisten konnte. Boliviens Präsident Salamanca war ebenso bereit für eine Verhandlungslösung und wies Kundt an, in der Defensive zu verharren, sofern er sich eines Erfolgs nicht sicher sein könne. Die letzten Siege hatten das Offizierskorps ermutigt und die Armee war inzwischen so groß, dass Kundt weitere Verstärkungen ablehnte, da er auf Grund der angespannten Nachschubsituation nicht mehr Soldaten unterhalten konnte. Er und seine Offiziere überschätzten jedoch ihre Möglichkeiten und begannen am 14. Mai mit einem Angriff der 8. und 9. Division auf Arce und Fernandez. Am 1. Juni endete die Offensive nach schweren Verlusten ohne Erfolg. Wieder war die Moral der bolivianischen Armee erschüttert und der Mangel an kompetenten Offizieren offensichtlich. Die Paraguayer indes hielten die bolivianische Armee für zahlenmäßig zu überlegen. Erneut war eine friedliche Lösung in Sicht. Am 6. Juni veröffentlichte eine Zeitung in Asunción einen Artikel, der die Möglichkeit eines Friedens ohne Sieger auslotete.
Doch das enthusiastische bolivianische Offizierskorps befürwortete einen erneuten Angriff auf Nanawa. Inzwischen hatten die Paraguayer Nanawa weiter verstärkt und durch Gefangene von den Plänen erfahren. Am 4. Juli begann die Offensive. Hauptangriffe waren im Norden und Süden angesetzt, während ein Angriff im Westen nur für Ablenkung sorgen sollte. Im Süden gelang zwei Panzern der Durchbruch durch die paraguayischen Linien. Sie hatten keine Infanterieunterstützung und zogen sich wieder zurück. Wie erwartet, kam der Angriff im Westen nicht voran. Der Angriff im Norden erzielte Fortschritte, aber eine Mine, die die gegnerische Hauptstellung Isla Fortificada hatte ausschalten sollen, war noch vor dem Ziel und mit nicht ausreichend Dynamit gezündet worden. Auch hatte die bolivianische Luftwaffe nicht wie geplant die Artillerie ausgeschaltet. Gegenangriffe eroberten die verlorenen Gräben zurück. Die Bolivianer verloren 5.000 Mann, während die Paraguayer 159 Tote und 400 Verwundete zu beklagen hatten. Das bolivianische Selbstvertrauen war schwer erschüttert und erholte sich für den Rest des Kriegs nicht mehr. Die Armee war durch die Verluste bei Nanawa unterbemannt und erhielt als Ersatz nur unausgebildete Rekruten. Desertion und Selbstverstümmelung waren an der Tagesordnung, und nur ein Drittel der Soldaten auf Heimaturlaub kehrte zurück.
Die Paraguayer hatten hingegen die Initiative zurückerlangt. Am 20. August begann ein Angriff auf Alihuata, der die Bolivianer im Zentrum ablenken sollte. Dies erlaubte es, zwei bolivianische Einheiten, eine in Campo Grande und eine in Pozo Favorito, einzukesseln. Oberst Toro versuchte entgegen Kundts Befehlen Campo Grande mit dem Loa-Regiment zu verstärken und verlor auch dieses, als am 15. September die eingeschlossenen 2.000 Mann kapitulierten.
Im Oktober 1933 waren die Bolivianer zu keinen Offensivoperationen mehr fähig und trotz zahlenmäßiger Überlegenheit zu dünn verteilt, um ihre Stellungen zu verteidigen. Kundt bat um seine Entlassung, die ihm Präsident Salamanca jedoch nicht gewährte. Er ging aus diesem Treffen gestärkt hervor und entschied, die Front nicht weiter zurückzunehmen, sondern Alihuata zu halten. Alihuata hatte eine exponierte Lage und konnte von Westen her flankiert werden. Sogar der vorsichtige General Estigarribia war der Meinung, dass die Zeit für eine Offensive gekommen sei, und überredete Präsident Ayala, sein Einverständnis zu erteilen. Ein Überraschungsangriff bei Nanawa brachte unterdessen 428 Gefangene ein und hinderte Kundt daran, Verstärkungen nach Alihuata zu beordern. Der Angriff auf Alihuata begann am 23. Oktober 1932. Die Paraguayer erlitten bei wiederholten Frontalangriffen hohe Verluste. Kundt war der Meinung, die 9. Division könne dem Ansturm standhalten, und begann Verstärkungen von der 4. Division in das exponierte Alihuata zu entsenden. Am 6. Dezember zogen sich die Bolivianer angesichts einer drohenden Einschließung jedoch zurück, nachdem paraguayische Truppen die Straßenverbindung nach Saavedra abgeschnitten hatten und Gegenangriffe gescheitert waren.
Estigarribia entschloss sich, seine Kräfte im Norden zu konzentrieren. Oberst Franco hingegen hoffte auf einen Durchbruch bei Gondra. Er erhielt leihweise zwei Regimenter von Oberst Fernández und erzielte am 7. Dezember mit einem Überraschungsangriff einen Durchbruch. Franco hatte die 4. und 9. Division des Gegners eingeschlossen und ein weiterer Vorstoß auf Saavedra konnte die ganze bolivianische Armee abschneiden. Nur zögerlich gab Estigarribia weitere Truppen frei. Dies erlaubte den Rückzug von 1.000 Bolivianern unter Zurücklassen ihrer Ausrüstung. Am 11. Dezember ergaben sich 10.000 Bolivianer bei Campo Via und ließen große Mengen an neuen Waffen und Ausrüstung zurück.
Die gesamte Nordfront der Bolivianer hatte aufgehört zu bestehen und der Weg nach Muñoz und zum Pilcomayo war frei. Die Bolivianer flohen in Panik, die Paraguayer unter Estigarribia setzten jedoch nicht nach. Erst am 13. Dezember besetzte die 6. Division Saavedra und erhielt drei Tage später den Befehl Muñoz zu besetzen. Präsident Ayala hielt den Krieg für beendet und eine diplomatische Lösung für möglich und schlug am 18. Dezember einen 10-tägigen Waffenstillstand ab dem folgenden Tag vor.

### Der erste Waffenstillstand und das erneute Aufflammen der Kämpfe

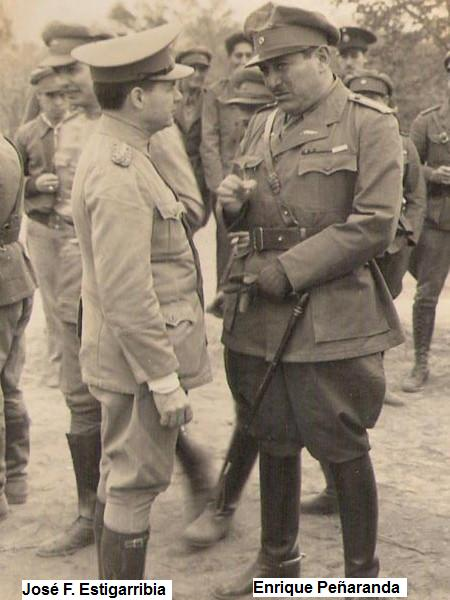
Die Generäle Estigarribia und Peñaranda nach dem Waffenstillstand

Paraguay hatte den kriegsentscheidenden Vorstoß für einen Waffenstillstand unterbrochen. In Bolivien wurde General Kundt abgesetzt und auf Betreiben des einflussreichen Obersts Toros durch General Enrique Peñaranda del Castillo ersetzt. Zehn Tage später kam es zu schweren Unstimmigkeiten zwischen Präsident Salamanca und Peñaranda. Salamanca setzte den General aber aus Furcht vor einem Putsch nicht ab.
Währenddessen wurde eine neue bolivianische Armee aufgestellt, die bald doppelt so groß wie die Armee Paraguays war. General Kundt hatte eine weitere Vergrößerung abgelehnt, aber der Rückzug hatte die Nachschublinien verkürzt. Allerdings waren die eingezogenen Reservisten noch weniger geneigt, Risiken einzugehen und benötigten viel Munition und Artillerieunterstützung. Das bolivianische Offizierskorps war von schlechter Qualität. Dieser Mangel sollte durch die Anwerbung von 300 chilenischen Offizieren behoben werden. Diese trafen im Mai ein, und tatsächlich verbesserte sich die Leistung ihrer bolivianischen Einheiten beträchtlich. Chile erhielt im Gegenzug politische und wirtschaftliche Vorteile. Paraguay protestierte und brach seine diplomatischen Beziehungen zu Chile zeitweise ab.
Nach Ablauf des Waffenstillstands in den Morgenstunden des 7. Januar 1934 nahmen die Paraguayer ihren Vormarsch wieder auf, ohne auf Widerstand zu treffen. Ein erster Versuch Oberst Toros, mit der 8. Division Widerstand zu leisten, führte fast zu deren Einkesselung, die nur durch einen panikartigen Rückzug verhindert werden konnte. Nach der Einnahme Margarinos am 10. Februar stockte der Vormarsch aufgrund sintflutartiger Regenfälle, die bis Ende Februar anhielten. Die Front gliederte sich nun in zwei Abschnitte: eine Westfront, die vom Pilcomayo nordwärts verlief, und eine sich anschließende Nordfront, die zum Parapetí verlief. Letztere wurde von zwei Korps unter Oberst Franco gehalten. Inzwischen hatten die Bolivianer Ballivián zu einer starken Verteidigungsstellung ausgebaut. Währenddessen bereiteten die Paraguayer einen Angriff auf Cururenda stromaufwärts vor und hackten Wege in den Busch. Am 28. März 1934 fiel Garrapatal und 1.200 Bolivianer gerieten in Gefangenschaft. Außerdem waren den Paraguayern ein Codebuch und detaillierte Karten des ihnen unbekannten nördlichen und zentralen Chaco in die Hände gefallen.
Mitte Mai folgten die 2. und 7. paraguayische Division der Lobregostraße, wo sie auf die in vorbereiteten Gräben wartende 8. bolivianische Division stießen. Ein Versuch, sie zu flankieren, schlug fehl. Die 9. bolivianische Division marschierte auf vorbereiteten Pfaden in das Gebiet und vollendete den Einschluss der beiden gegnerischen Divisionen. Der 7. Division gelang ohne Verluste der Ausbruch, die 2. verlor jedoch bei ihrem Ausbruch 1.400 Mann und den Großteil ihrer Ausrüstung. Dies war die größte Anzahl an Gefangenen, die den Bolivianern den Krieg über in einem Gefecht in die Hände fiel. Diese Schlacht wird fälschlich als Schlacht von Cañada Strongest bezeichnet. Die so benannte Straßenkreuzung befindet sich 90 Kilometer nordwestlich.
Am 8. Juli 1934 kam es zum größten Luftgefecht des Krieges. Vier paraguayische Potez bombardierten das bolivianische Flugfeld Ballivián am Río Pilcomayo und beschädigten dabei mehrere Osprey-Flugzeuge am Boden. Bei ihrem dritten Anflug wurde die Formation von zwei bolivianischen Ospreys und zwei Hawk-Aufklärern angegriffen, die von einem anderen Flugfeld gekommen waren. Den Paraguayern gelang es, die gegnerischen Maschinen zu beschädigen, möglicherweise auch eine Osprey abzuschießen. Die verbleibenden bolivianischen Flugzeuge zogen sich zurück, während alle vier paraguayische Maschinen, teils ebenfalls beschädigt, zu eigenen Stützpunkten zurückkehrten. In Paraguay wurde der 8. Juli daraufhin zum nationalen Tag der Fliegerei erklärt.
Die Paraguayer gingen weiter offensiv vor, aber Frontalangriffe auf Ballivián scheiterten unter hohen Verlusten. Am 13. Juli wurden die Angriffe eingestellt. Eine bolivianische Gegenoffensive blieb aus, weil aus Sicht von Oberst Ángel Rodríguez keine ausreichende Überlegenheit an dieser Stelle bestand. Dies führte dazu, dass 7.000 Paraguayer 18.000 Bolivianer bei Ballivián banden und die verbleibenden Truppen kaum ausreichten, den Rest der Front zu halten.
Oberst Rodríguez schlug vor, Ballivián aufzugeben und mit den freiwerdenden Truppen einen Überraschungsangriff auf das I. und II. Korps zu führen. Präsident Salamanca stimmte unter der Bedingung zu, dass dies im Rahmen einer Offensive stattfände. Oberst Toro, der Befehlshaber von Ballivián, war gegen den Rückzug und der nominelle Oberbefehlshaber General Peñaranda weigerte sich einzugreifen. Wieder schien die Gelegenheit für eine diplomatische Lösung gekommen. Präsident Ayala war bereit, die bestehende Frontlinie als Grenze zu akzeptieren. Präsident Salamanca jedoch wollte noch eine letzte Offensive unternehmen, um von Ingavi im Norden aus zum Paraguay vorzustoßen und einen Hafen zu erobern. Das Offizierskorps protestierte und wollte Verstärkung und Nachschub nicht von der kriegsentscheidenden Front abgezogen sehen. Da Salamanca die Verfügungsgewalt über Einheiten und Nachschub hatte, die La Paz verließen, begann er, mit ihnen das III. Korps neu aufzustellen. Er erwartete, die Paraguayer würden den wertlosen Dschungel nicht verteidigen, doch in Asunción sah man die Möglichkeit eines Vorstoßes den Paraguay hinab als tödliche Bedrohung an.
Die Paraguayer beschlossen der Gefahr zu begegnen, indem sie die Nachschubstraße nach Ingavi bei 27 de Noviembre abschnitten. Franco beorderte das II. Korps nach Garrapatal, ließ eine schwache Einheit zur Verteidigung zurück und begann am 13. August einen Vormarsch in nordwestlicher Richtung. Anstatt wie erwartet auf heftigen Widerstand zu treffen, nahmen seine Truppen bereits am 15. August Picuiba ein. Eine Vorausabteilung hatte die feindliche Stellung überrannt, 450 Bolivianer gefangen genommen und Material, Munition und Waffen erobert. Am nächsten Tag erreichte sie die Kreuzung bei El Cruce. Die 6. Division nahm am 17. August das westlich gelegene Yrendagüe ein, die andere am gleichen Tag das nördlich gelegene 27 de Noviembre. Ingavi war wie geplant abgeschnitten und Franco bat um mehr Verstärkungen und Lastwagen.
Die 6. Division war derweil von Yrendagüe aus weiter westlich vorgestoßen und besetzte Algodonal am 22. August, wobei 1.000 Mann gefangen genommen oder getötet wurden. Ein weiterer Vorstoß auf Carandaiti scheiterte und der Vormarsch kam zum Stillstand.
Indes waren auf bolivianischer Seite alle Kommandeure, außer Oberst Toro und Präsident Salamanca, dafür, Ballivián aufzugeben und die freiwerdenden Truppen zur Offensive zu verwenden. Toro schlug als Alternative vor, ostwärts zu marschieren und Garrapatal einzunehmen und so Francos II. Korps abzuschneiden. Die restlichen Befehlshaber stimmten zu, hielten den Plan aber für unrealistisch. Allerdings würde er Oberst Toro aus Ballivián entfernen und einen eventuellen Rückzug möglich machen.
Toro zog Truppen von El Carmen ab und beorderte sie nach Carandaiti. Er kam unwissentlich einem paraguayischen Angriff auf Carandaiti zuvor und befahl den Angriff am 5. September. Am 8. September war die paraguayische 6. Division eingekesselt, entkam aber durch eine Lücke und zog sich auf Algodonal zurück, wo sie am 22. September erneut umzingelt wurde. Die Paraguayer begannen einen Gegenangriff auf den Kessel, und die 6. Division kämpfte sich unter schweren Verlusten frei. Franco zog sich ostwärts auf Yrendagüe zurück und erwartete den nächsten Angriff. Die Bolivianer hatten keine Kraft mehr für weitere Angriffe und gaben sich mit dem eroberten Gebiet zufrieden.
Estigarribia entschloss sich Ingavi einzunehmen. Angriffe von 27 de Noviembre aus ostwärts waren an starken gegnerischen Verteidigungslinien gescheitert. Stattdessen schickte er von Pitiantuta aus 150 Mann, unterstützt durch fünf Lastwagen, durch 220 Kilometer Dschungel. Die Verteidiger wurden überrascht, und Ingavi wurde am 5. Oktober besetzt.
Während die Bolivianer ihre nächste Offensive diskutierten, hatte Estigarribia den nächsten Angriffsplan vorbereitet. Das II. Korps unter Franco erhielt keine Verstärkungen und sollte als Köder dienend die Bolivianer nach Südosten locken. Derweil sollte das III. Korps den Druck auf Ballivián aufrechterhalten. Das I. Korps sollte nördlich beim vermeintlich schwach besetzten El Carmen durchbrechen. Die 1. Division sollte die Verteidiger mit Frontalangriffen ablenken, während die 8. Division El Carmen nördlich und die 2. Division es südlich umgehen sollte. Inzwischen hatte der Ort Verstärkungen erhalten und die Verteidiger waren den Angreifern zahlenmäßig überlegen.
Die Bolivianer hatten derweil im September und Oktober zusätzliche Flugzeuge erhalten: neun Curtiss-Wright Cyclone Falcon und drei Junkers K 43.
Mittlerweile waren die Bolivianer bereit, ihre lange geplante Offensive zu starten. Am 8. November bemerkten die Paraguayer einen Umgehungsversuch und entkamen trotz der zahlenmäßigen Überlegenheit des Gegners zweimal der Einkreisung. Der Fall Yrendagües am 10. November schnitt die Paraguayer bei 27 de Noviembre ab und brachte die Bolivianer in Besitz neu gegrabener Brunnen. Estigarribia entschied, die Offensive bei El Carmen trotzdem durchzuführen und darauf zu vertrauen, dass Oberst Franco dem Gegner lange genug standhalten konnte.
Am 11. November begann der Angriff. Die 2. Division war bei ihrer Umgehung nicht weit genug vorgedrungen und stieß durch Zufall direkt auf El Carmen, wo die einzige Quelle und das Archiv der Division in ihre Hände fielen. Die 8. Division hatte zu kurz flankiert und wurde von der Méndez-Division aufgehalten. Am 16. November hatte sich die 8. zur 2. Division durchgekämpft und den Ring geschlossen. Die Paraguayer hatten 100 Mann Verluste, die Bolivianer verloren alleine 8.000 Mann durch Gefangennahme. Mit Toten und Verwundeten lagen die Verluste über 10.000 Mann.

### Die paraguayische Eroberung des Chaco
Gegen den Widerstand Oberst Toros wurde Ballivián am 16. November aufgegeben. Das III. Korps setzte so schnell nach, dass die Bolivianer nicht eine zweite befestigte Linie bei Guachalla besetzen konnten, das am 21. November erobert wurde. Esmeralda folgte am 25. November. Auch Oberst Fernández verfolgte mit seinem I. Korps den Gegner und stieß in die Lücke hinein, die der Sieg bei El Carmen in den gegnerischen Linien hinterlassen hatte. Während der Verfolgung wurden weitere 10.000 Mann gefangen genommen und viele andere flohen über den Pilcomayo nach Argentinien.
Präsident Salamanca entschloss sich, General Peñaranda seines Amtes als Oberkommandierender zu entheben, und begab sich zu diesem Zweck nach Villamontes. Als er sein Vorhaben dort am 26. November bekanntgab, setzte Toro Salamanca fest und zwang ihn, zu Gunsten seines Vizepräsidenten José Luis Tejada Sorzano zurückzutreten.
Toros Vorstoß war mit großen logistischen Problemen verbunden und nur die Einnahme Yrendagües mit seinen Wasserquellen verhinderte den Zusammenbruch des Nachschubs. Trotzdem stieß Toro weiter gegen den starken Widerstand des paraguayischen II. Korps vor und nahm am 20. November unter schweren Verlusten Picuiba ein.
Nach dem Zusammenbruch der Front bei El Carmen bat Toro um Verstärkungen oder die Erlaubnis, sich aus dem exponierten Picuiba zurückziehen zu dürfen. Die Kommandeure, nach dem Sturz Salamancas ohne politische Aufsicht, wollten nicht mit einem Rückzug kurz nach dem Putsch ihr Ansehen schädigen und setzten Verstärkungen in Marsch.
Im Westen begann sich der bolivianische Widerstand zu versteifen. Estigarribia beorderte die 8. Division zu Fuß nach Norden, um Francos II. Korps zu unterstützen. Dieser wollte die 8. Division westlich parallel zur Straße nach Picuiba nordwärts durch den Busch vorstoßen und Yrendagüe einnehmen lassen. Einen Tag nach Abmarsch der 8. Division sollten die beiden anderen Divisionen des II. Korps die Straße nördlich von Picuiba bei El Cruce besetzen und so die Truppen Toros einkesseln. Eine rasche Besetzung Yrendagües und seiner Quelle war hierbei wichtig, da jeder Soldat höchstens vier Feldflaschen voll Wasser mit sich trug.
Am 8. Dezember schnitt die 8. Division Yrendagüe von El Cruce im Osten ab. Die Verteidiger Yrendagües waren hauptsächlich Verwundete sowie Genesende und zogen sich in Panik westlich auf Algodonal zurück.
Die Bolivianer in Picuiba warteten bereits seit einem Tag auf Wasserlieferungen, als der Befehl zum Rückzug gegeben wurde. Der Rückzug nach 27 de Noviembre war nur möglich, weil das II. Korps sich im Busch verirrt hatte und El Cruce nicht rechtzeitig besetzt hatte. Auf der 87 Kilometer langen Strecke nach 27 de Noviembre verdursteten viele Bolivianer, und die Überlebenden hofften auf ihrem Marsch darauf, Tankwagen kämen ihnen entgegen. Dies geschah wegen einer Mischung aus Inkompetenz und verstopften Straßen nicht, und viele Männer gingen lieber in den Freitod als den Durst länger zu ertragen. In der Nacht des 10. Dezembers gab es einen Wolkenbruch, ohne den keiner der sich zurückziehenden Bolivianer überlebt hätte. Oberst Francos verfolgende Truppen kamen auf der mit Lastwagen, Material, Waffen, Munition und Leichen verstopften Straße kaum voran, konnten aber vielen verdurstenden Bolivianern das Leben retten und machte 2.000 Gefangene.
Am 11. Dezember erreichte eine paraguayische Division 27 de Noviembre und überrannte das ausgezehrte Regiment, das zur Verteidigung abgestellt war. Die Reste der bolivianischen Divisionen waren jedoch bereits durchgezogen. Die Einkreisung war fehlgeschlagen, aber abgesehen von den Gefangenen waren 10.000 Bolivianer gestorben oder verschwunden und die Überlebenden vorerst in keiner Verfassung, an die Front zurückzukehren. Die Vernichtung so vieler bolivianischer Einheiten hinterließ eine Lücke und Francos II. Korps konnte widerstandslos vorrücken.
Zudem entfaltete die katastrophale Niederlage bei Picuiba eine psychologische Wirkung. Anders als bei der vollständigen Einkreisung bei El Carmen waren viele Soldaten entkommen, deren Berichte über die grausigen Szenen auf dem Rückzug in der bolivianischen Presse abgedruckt wurden. Am meisten schockierte die Öffentlichkeit die Inkompetenz der eigenen Offiziere. Nach Jahren der nationalistischen Propaganda kippte die öffentliche Stimmung.
Bolivien verkündete am 10. Dezember 1934 die Generalmobilmachung und stampfte eine neue Armee aus dem Boden. Die Verdoppelung des Weltmarktpreises für Zinn sorgte für hohe Einnahmen. Im Gegensatz dazu war Paraguay arm, hatte alle tauglichen Männer an der Front stehen und konnte keine Verstärkungen aufbringen. Bolivianische Gefangenen mussten auf Bauernhöfen und in Privathaushalten arbeiten. Auch die Viehherden schwanden dahin, und Nahrung für die Soldaten wurde langsam knapp. Das einzige, woran kein Mangel bestand, waren eroberte Waffen und Munition.
Am 16. Januar erreichte das II. Korps den Parapetí. Die Anden waren in Sicht und der Chaco lag hinter den Paraguayern. Oberst Franco bat um Lastwagen für einen weiteren Vorstoß auf das unverteidigte Charagua und die dahinter liegenden Ölfelder. Estigarribia teilte ihm keine zu und der Vorstoß unterblieb.
Vertreter der Provinz Santa Cruz hatten Oberst Franco aufgesucht und um Waffen gebeten, um einen unabhängigen Staat auszurufen. Franco befürwortete dies, doch Präsident Ayala winkte ab.
Am 23. Januar eroberte das II. Korps den Knotenpunkt Carandaiti.

### Neuer Schwerpunkt an der Westfront
Der Parapetí stellte die Grenze der maximalen Gebietsforderung Paraguays dar und Estigarribia konzentrierte jetzt seine Ressourcen auf die Westfront. Er befahl das III. und I. Korps vorwärts. Am 28. Dezember wurde Ibibobo auf seiner Landseite umzingelt. Die festgesetzten Bolivianer gerieten in Panik und versuchten, den Pilcomayo zu durchschwimmen. Nachdem 200 Soldaten bei dem Versuch ertrunken waren, kapitulierten die verbliebenen 2.000 Mann. Eine Passstraße über die erste Hügelkette war für die Paraguayer gewonnen.
Am 11. Januar erreichte das I. Korps Capirenda und umzingelte die zwei verteidigenden bolivianischen Regimenter. Diesen gelang es, sich unter Verlust von 500 Toten und 1.000 Gefangenen durchzukämpfen.
Das I. Korps lag jetzt nahe Francos II. Korps. Eine große gemeinsame Angriffsoperation auf die Ölfelder war möglich.
Stattdessen entschied Estigarribia, Villa Montes, das inzwischen von den Bolivianern massiv ausgebaut worden war, einzunehmen. Die dortigen Stellungen bestanden aus 43 Kilometer Gräben und Bunkern in zwei Ringen. Diese wurden von 17.000 Mann mit 1.200 Maschinengewehren, 823 Kanonen und 43 Mörsern verteidigt. Am 16. Februar begann Estigarribia einen massiven Frontalangriff. Es gelang, den äußeren Ring zu durchbrechen, der innere hielt jedoch stand. Nach schweren Verlusten wurde der Angriff eingestellt. Die Bolivianer starteten am 20. Februar einen Gegenangriff, um die verlorenen Stellungen zurückzuerobern, was ihnen trotz des chaotischen Ablaufs gelang. Allerdings starben dabei 500 Bolivianer und tausende desertierten nach Argentinien. Die Paraguayer verloren 80 Mann.
Mittlerweile schränkte Argentinien, das Paraguay bisher unterstützt hatte, seine Treibstofflieferungen ein und unterstützte die Aufhebung des Waffenembargos gegen Bolivien durch den Völkerbund, während es gegen Paraguay bestehen blieb.
Estigarribia ordnete den Vormarsch des II. Korps an, und Oberst Francos Soldaten eroberten das befestigte Boyuibe am 8. Dezember. Fünf bolivianische Regimenter wurden aufgerieben, neue formierten sich jedoch bereits vor den paraguayischen Stellungen. Seit der Generalmobilmachung wurden unausgebildete Soldaten direkt in den Kampf geworfen, in der Hoffnung den Gegner durch schiere zahlenmäßige Überlegenheit zu überwältigen. Desertionen waren an der Tagesordnung und Soldaten, die sich selbst verstümmelten, wurden erschossen.
Das II. Korps sollte jetzt nach Norden vorrücken und Charagua einnehmen, um die bolivianischen Einheiten vor Boyuibe zu flankieren. Der Plan geriet in die Hände bolivianischer Diplomaten in Buenos Aires, die dem argentinischen Generalstab detaillierte Berichte über die Offensive abkauften. Die Bolivianer planten daraufhin, die Paraguayer nach Charagua zu locken und dann einen Angriff gegen Boyuibe zu starten, um so das II. Korps vom Rest der Armee abzuschneiden. Im Anschluss sollte auf Carandaiti und Yrendagüe vorgestoßen werden. Der bolivianische Generalstab war bereit, zu diesem Zweck Charagua zu opfern und die Verteidigungslinie nach Westen an die Bergkette zu verlegen. Franco zog für den Angriff die 8. Division von Boyuibe ab, das nur noch von der regimentsstarken 3. Division gehalten wurde. Die Paraguayer begannen die Offensive am 12. April. Die Bolivianer zogen sich geordnet auf die vorbereiteten Stellungen westlich Charaguas zurück und ließen ein Regiment zur Verteidigung zurück.
Am 15. April flankierte die 8. Division das bolivianische Regiment problemlos. Die Verteidigungslinie löste sich auf und am 17. April wurde Charagua besetzt. Der Fall Charaguas, einer richtigen Stadt, führte zu Panik im nördlich gelegenen Santa Cruz de la Sierra und die dortigen Separatisten waren nur schwer unter Kontrolle zu bringen. Der politische Druck zwang den bolivianischen Generalstab, früher loszuschlagen als geplant.
Am 16. April rückten drei bolivianische Divisionen auf die schwache 3. paraguayische Division in Boyuibe vor. Mit einer Überlegenheit von fünf zu eins und dem Überraschungsmoment auf ihrer Seite wollten die Bolivianer die Front in zwei Teile spalten. Aber schroffes Gelände und dichte Wälder führten dazu, dass die unausgebildeten Rekruten ihre Orientierung verloren und die Linien der 3. Division erst nach Einbruch der Nacht erreichten. Der Angriff hatte das Überraschungsmoment verloren und wurde erst bei Tagesanbruch wieder aufgenommen. Oberst Franco hatte in der Zwischenzeit seine Reserve herangebracht. Trotzdem führte die massive Überlegenheit an Soldaten und Artillerie dazu, dass seine Stellungen durchbrochen wurden. Am Ende des Tages organisierte Franco eine neue Verteidigungslinie aus Fahrern, Soldaten der Verwaltung und Verwundeten. Dadurch gewann er Zeit und der Angriff verlor an Schwung.
Estigarribia begann einen Entlastungsangriff mit dem I. Korps, um möglichst feindliche Truppen zu binden oder von der Offensive abzuziehen. Franco wusste, dass seine 8. Division in großer Gefahr war, wagte aber trotzdem einen Gegenangriff. Er befahl nach Süden zu manövrieren und im Rücken des gegnerischen Vorstoßes anzugreifen. Den Bolivianern gelang es diesem zu begegnen und ihrerseits einen Teil der 8. Division einzukesseln. Franco griff den bolivianischen Ring an und nach drei Tagen kämpften sich die eingeschlossenen Teile frei. Die Bolivianer waren zu erschöpft für eine Verfolgung und die Paraguayer zogen sich langsam, jede Gelegenheit für Gegenangriffe nutzend, über den Parapetí zurück. Am 3. Mai begannen die Bolivianer den Fluss zu überqueren. Die Paraguayer hielten viele Übergänge und fügten ihnen schwere Verluste zu. Aber wegen seiner massiven Überlegenheit war der Gegner nicht aufzuhalten. Am 2. Mai fielen einer bolivianischen Patrouille Dokumente in die Hände, die die Aufstellung des Gegners verrieten. Eine Aufklärungseinheit hatte derweil einen Pfad in den Rücken des Gegners entdeckt. Die gesamte 6. Division folgte ihm, tauchte am 16. Mai bei Mandyyupecua im Rücken des Gegners auf und riss eine große Lücke in seine Linien. Das Oberkommando gab seine Pläne für einen Vorstoß südwärts auf und beorderte dafür vorgesehene Einheiten in die entstandene Lücke. Die Front stabilisierte sich für den Rest des Kriegs bei Mandyyupecua.
Estigarribia hoffte indes mit massiver Artillerieunterstützung doch noch Villa Montes zu erobern. Dafür wurden Geschütze von Kanonenbooten und Uferbatterien ausgebaut. Bevor es zu einer Offensive kam, tauchte am 24. April die 6. Division vor Ingavi auf, um erneut einen Weg zum Paraguay zu erobern. Die paraguayische Garnison in Ingavi hielt ihre Stellungen. Teile des II. Korps eilten zu Hilfe und schlossen die 6. Division ein. Dies war die letzte Kesselschlacht des Kriegs.
Paraguay war erschöpft und Bolivien zweifelte an seiner Fähigkeit eine erfolgreiche Offensive auszuführen. Die neue Regierung von Luis Tejada Sorzano wollte auf jeden Fall die Ölfelder und die fruchtbare Provinz Santa Cruz behalten und legte keinen Wert auf den nahezu wertlosen Chaco. Am 12. Juni unterzeichneten beide Seiten einen Waffenstillstand, der am 14. Juni 1935 um 12 Uhr in Kraft trat.

## Zweiter Waffenstillstand und Friedensverhandlungen

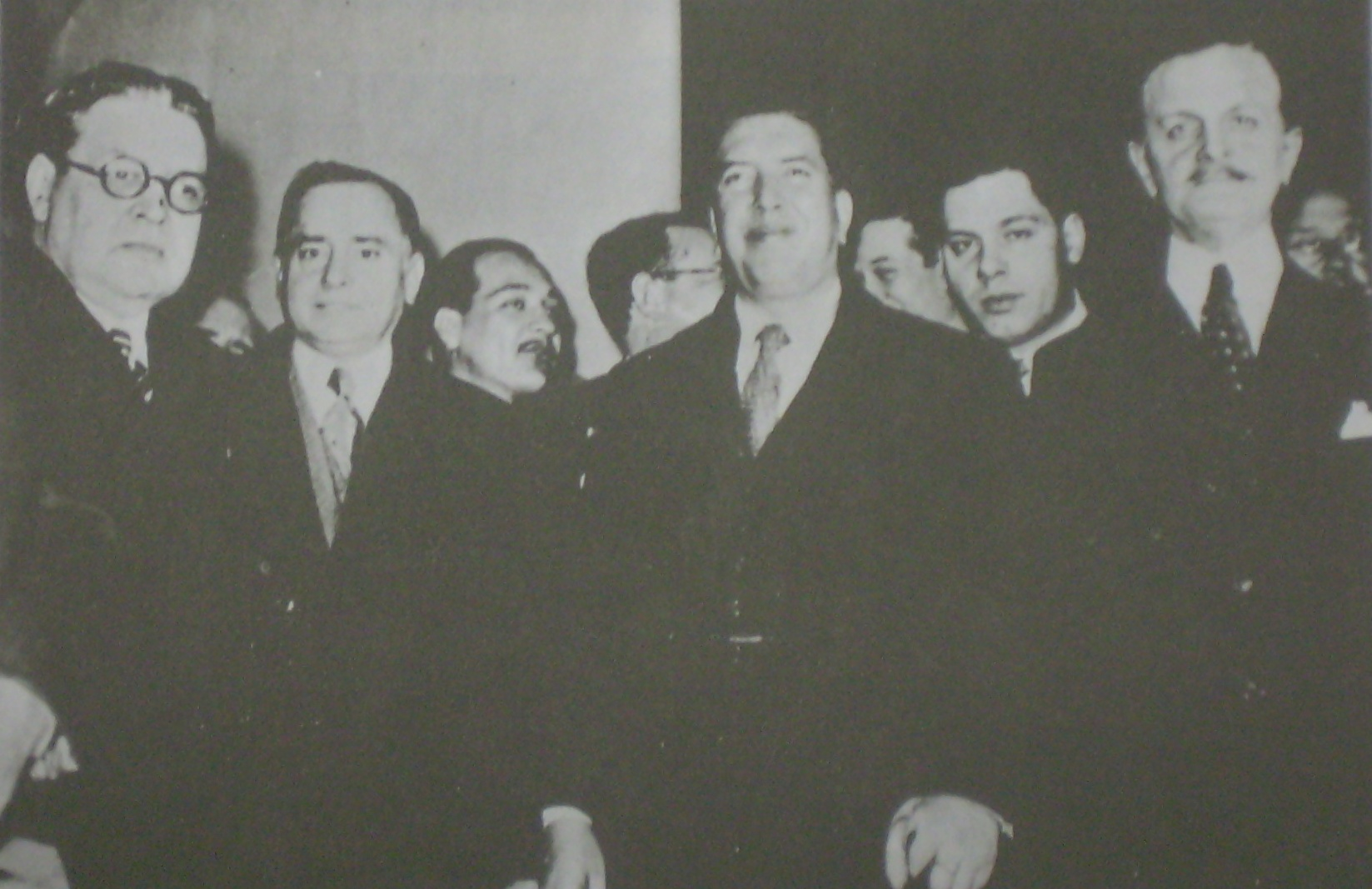
E. Martínez Thedy (Uruguay), Luis A. Riart (Paraguay), Tomás M. Elío (Bolivien) und Carlos Saavedra Lamas (Argentinien) auf der Friedenskonferenz von Buenos Aires

Am 12. Juni 1935 unterzeichneten die Vertreter Boliviens und Paraguays in der Casa Rosada ein Protokoll, in dem der Beginn des Waffenstillstands für den Mittag des 14. Juni 1935, die Entsendung einer neutralen Militärkommission in das Kriegsgebiet, ein Einfuhrstopp für Kriegsmaterial, die Demobilisierung beider Armeen innerhalb von 90 Tagen und eine Friedenskonferenz in Buenos Aires vereinbart wurden. Eine weitere Kommission sollte die Verantwortlichkeit für den Kriegsausbruch bestimmen.
Die Demobilisierung dauerte von Juli bis August. In dieser Zeit verließen auf bolivianischer Seite 54.105 Soldaten und auf paraguayischer 46.515 die Armee. Beide Seiten durften 5.000 Soldaten unter Waffen belassen.
Am 1. Juli 1935 begann unter dem Vorsitz des argentinischen Außenministers Carlos Saavedra Lamas und unter Ausschluss des Völkerbundes die Chaco-Konferenz. Schnell wurden Vereinbarungen über die Demobilisierung und die Demarkationslinie getroffen. Die Verhandlungen über Grundsätzliches dauerten jedoch länger.
Während Bolivien auf seiner Vorkriegsposition beharrte, der Chaco sei Teil der Real Audiencia von Charcas gewesen, war Paraguay nicht willens, seine militärischen Eroberungen einfach aufzugeben. Trotzdem wurde bereits am 28. Oktober 1935 der Chaco-Krieg für beendet erklärt.
Ein Dreier-Komitee bestehend aus Brasilien, Chile und den Vereinigten Staaten unter Leitung des brasilianischen Außenministers José Carlos de Macedo Soares, seines chilenischen Amtskollegen Miguel Cruchaga Tocornal und des US-Amerikaners Spruille Braden arbeitete über zwei Jahre an einem Gebietskompromiss. Dieser sah vor, dass Paraguay 247.000 Quadratkilometer des umstrittenen Gebietes erhalten sollte und Bolivien 160.000. Außerdem sollte Paraguay Bolivien freien Durchgang zwischen Puerto Casado und Bahía Negra zugestehen. Puerto Casado stand Bolivien als Freihafen zur Verfügung und erhielt einen schmalen Zugang zum Río Paraguay bei Puerto Busch. Bolivien erhielt also seinen gewünschten Hafen, während Paraguay den größeren Teil des Chaco erhielt und nur wenig eroberte Gebiete wieder zurückgeben musste.
Der paraguayische Präsident Eusebio Ayala stellte diese Übereinkunft als Schiedsgerichtsurteil dar, um sich Vorwürfen der Nachgiebigkeit zu entziehen.
Im Januar 1936 einigten  sich beide Seiten über den Austausch der Kriegsgefangenen. Paraguay hatte weit mehr gemacht, 17.000 Mann gegenüber Boliviens 2.550 Mann, und konnte für sie 2.800.000 Argentinische Pesos an Aufwendungen geltend machen im Gegensatz zu den 400.000 Pesos der Bolivianer.
Von Februar 1936 bis August 1937 verzögerte eine Reihe von Putschen und Gegenputschen in beiden Ländern die Verhandlungen.
Am 20. Juni ratifizierten die paraguayischen Wähler mit großer Mehrheit den Vertragsentwurf in einer Volksabstimmung mit 135.385 Ja-Stimmen, 13.204 Nein-Stimmen und 559 Enthaltungen. Einen Tag darauf folgte das bolivianische Parlament mit 102 zu 9 Stimmen. Am 21. Juli 1938 wurde der Friedensvertrag in Buenos Aires unterzeichnet.
Saavedra erhielt für seine Anstrengungen den Friedensnobelpreis.

## Folgen
Auf bolivianischer Seite kämpften im Lauf des Krieges 250.000 Mann, von denen über 56.000 getötet wurden und 17.000 in Gefangenschaft gerieten. Paraguay hatte 140.000 Soldaten und verlor mehr als 36.000 Mann, 2.500 gerieten in Gefangenschaft. Der Chaco-Krieg war der blutigste Krieg Lateinamerikas in der neueren Geschichte.
In Paraguay gewann der Veteranenverband Einfluss auf die Innenpolitik, und der Beitrag der einfachen Soldaten warf Fragen bezüglich der ungleichen Verteilung des Grundbesitzes im Land auf.
Auf bolivianischer Seite beschleunigten die massiven Ausgaben für den Krieg den Wechsel vom Wirtschaftsliberalismus zum Interventionismus und brachten Geldentwertung und Inflation. Der Wegbruch der wirtschaftlichen Basis führte zu weniger Möglichkeiten bei politischen Kompromissen.
Regierung und Parteien brachen zusammen, die bis dahin im Vergleich zu anderen südamerikanischen Staaten weit weniger radikalisierte Gesellschaft wurde durch den desaströsen Verlauf des Krieges mobilisiert und die innenpolitische Landschaft verändert. Neue Themen wie die Arbeiterfrage, die Lage der Indigenen, die Landfrage und die wirtschaftliche Abhängigkeit des Landes von Minenbesitzern gelangten in die öffentliche Debatte. Neue Parteien und revolutionäre Bewegungen entstanden in den späten 30er und 40er Jahren und schließlich kam es 1952 zur gesellschaftlichen Revolution.
Wirtschaftlich markierten die Weltwirtschaftskrise und der Krieg den Beginn des Rückgangs der Produktivität und Produktion der Zinnminen sowie der Expansion der Haziendas, die zu einer großen Zunahme der landlosen Bevölkerung geführt hatte. Insgesamt führte der Chaco-Krieg zu einer historischen Wende in Bolivien.
Am 28. April 2009 wurden letzte, kleinere Gebietsstreitigkeiten beigelegt. Unter der Schirmherrschaft von Cristina Fernández de Kirchner unterzeichneten die Präsidenten Evo Morales und Fernando Lugo einen Grenzvertrag, der letzte Unstimmigkeiten in der Grenzziehung beseitigte.

## Die Ölthese
Die Ölthese besagt, der Chaco-Krieg sei mehr oder weniger stark auf den Einfluss der Standard Oil of New Jersey auf bolivianische und der Royal Dutch Shell auf paraguayische Regierungskreise zurückzuführen.
Im Juli 1932 erwarb die Standard Oil of New Jersey für zwei Millionen US-Dollar erste Konzessionen im Departamento Tarija und im Departamento Santa Cruz im Südosten Boliviens. Diese erwiesen sich als relativ produktiv, und da der heimische Markt nicht groß genug war, musste das Öl exportiert werden. Standard Oil erwarb Konzessionen im Norden Argentiniens bei Salta und beabsichtigte eine Pipeline zu bauen, diese von den Ölfeldern Boliviens über die argentinischen Ölfelder zu einem dortigen Hafen zu führen, um von dort den Weltmarkt bedienen zu können. Argentinien verweigerte die notwendigen Rechte und Paraguay, so wird unterstellt, habe auf Druck Shells ebenfalls den Bau einer Pipeline durch den Chaco zum Río Paraguay nicht genehmigt. So habe die Rivalität der beiden Ölfirmen zum Krieg geführt. Im Widerspruch hierzu steht, dass Standard Oil ebenfalls unterstellt wird, Paraguay unterstützt zu haben. Dies geht auf die Entdeckung einer geheimen Pipeline nach Argentinien zurück, durch die moderate 700 bis 1.300 Tonnen Öl geleitet wurden. Dies ging eher auf den Wunsch nach zusätzlichen Profiten zurück. Allerdings beschlagnahmte die bolivianische Regierung unter David Toro im März 1937 die Besitzungen der Standard Oil, die erste Verstaatlichung einer nordamerikanischen Ölfirma durch ein Land Südamerikas.
US-Senator Huey Pierce Long hielt im Mai und Juni 1934 im US-Senat eine Rede, in der er Standard Oil unter anderem vorwarf, bolivianische Waffenkäufe zu unterstützen, die bolivianische Armee mit Treibstoff zu versorgen und ausländische Söldner ins Land zu holen, um Zugang zum Río Paraguay und zu den im Chaco befindlichen Ölquellen zu erlangen.
Long hatte versucht, Standard Oil in Louisiana mit hohen Steuern zu belegen und war von ihr mit einem Ölembargo bekämpft worden. Standard Oil war in Bolivien zwar aktiv, doch ihre Handlungen schwächten eher das Land durch Entziehung von Steuereinnahmen und fehlender Versorgung mit kriegswichtigem Treibstoff. Auch war Standard Oil der Meinung, dass im Chaco höchstwahrscheinlich keine Ölvorkommen existierten. Allerdings widersprach Standard Oil nie Forderungen von Präsident Salamanca nach dem angeblich aus wirtschaftlichen Gründen wichtigen Chaco.
Für Paraguay gilt, dass Öl erst in der Schlussphase des Krieges eine Rolle zu spielen begann, als seine Armee in Richtung auf die bolivianischen Ölfelder der Departements Tarija und Santa Cruz vorrückte.

## Kinofilme
- Boquerón von Tonchy Antezana (Bolivien, 2015)
- Fuertes von Óscar Salazar Crespo und Franco Traverso (Bolivien, 2019)
- Chaco von Diego Mondaca (Bolivien, 2020)
- Los viejos soldados von Jorge Sanjinés (Bolivien, 2022)